# ساندرا نيكشفيتش
ساندرا نيكشفيتش مواليد 16 نوفمبر 1984، هي لاعبة كرة يد مونتينيغرية تلعب كظهير أيسر. مثلت منتخب الجبل الأسود لكرة اليد للسيدات. حققت المركز الأول في بطولة أوروبا لكرة اليد للسيدات 2012.

## سجل المنافسة
شاركت في البطولات التالية:
- بطولة أوروبا لكرة اليد للسيدات 2010
- بطولة أوروبا لكرة اليد للسيدات 2012

## الميداليات
| الميدالية | المسابقة                            |
| --------- | ----------------------------------- |
| ذهبية     | بطولة أوروبا لكرة اليد للسيدات 2012 |